# Шилово (Руднянский район)
Шилово — деревня в Руднянском районе Смоленской области России. Входит в состав Любавичского сельского поселения. Население — 195 жителей (2007 год). 
Расположена в западной части области в 14 км к юго-западу от Рудни, в 14 км севернее автодороги М1 «Беларусь», на берегу реки Березина. В 15 км юго-восточнее деревни расположена железнодорожная станция Красное на линии Москва — Минск. 

## История
В 1676 году упоминается как деревня в Оршанском повете ВКЛ.
В годы Великой Отечественной войны деревня была оккупирована гитлеровскими войсками в июле 1941 года, освобождена в октябре 1943 года.